# The Love of an Island Maid
The Love of an Island Maid è un cortometraggio muto del 1912 diretto da Colin Campbell.

## Produzione
Il film fu prodotto dalla Selig Polyscope Company.

## Distribuzione
Distribuito dalla General Film Company, il film - un cortometraggio di una bobina - uscì nelle sale cinematografiche statunitensi il 13 maggio 1912. Venne distribuito anche nel Regno Unito dove uscì il 21 luglio 1912..